# Đường tỉnh 242
Tỉnh lộ 242 (viết tắt ĐT.242) là một tuyến đường tỉnh nối huyện Hữu Lũng, tỉnh Lạng Sơn và huyện Yên Thế, tỉnh Bắc Giang, Việt Nam.
Tỉnh lộ 242 bắt đầu từ điểm giao cắt ở ngã tư đường Chi Lăng ở địa phận Thị trấn Hữu Lũng, huyện Hữu Lũng, tỉnh Lạng Sơn và đi qua các xã Nhật Tiến, Minh Tiến, Vân Nham, Đồng Tiến của tỉnh Lạng Sơn và đi qua Mỏ Than, thị trấn Bố Hạ, huyện Yên Thế của tỉnh Bắc Giang.
Tỉnh lộ 242 nằm về phía tây của huyện Hữu Lũng là nơi có tốc độ phát triển kinh tế khá cao nổi bật là thị trấn Phổng và Mỏ Than, Bố Hạ của huyện Yên Thế, tỉnh Bắc Giang.